# Geddy Lee
Gary Lee Weinrib (Toronto, 29 de julio de 1953) más conocido como Geddy Lee, es un músico canadiense cuya popularidad se debe a su participación como vocalista, bajista, teclista y compositor de la también canadiense banda de rock progresivo Rush. Lee entra a formar parte de la alineación de Rush en septiembre de 1968 por invitación de su amigo de la infancia, Alex Lifeson. Como músico ganador de varios galardones, el estilo, la técnica y la destreza de Lee en la ejecución del bajo han sido de notable influencia en otros artistas de rock y metal, como Steve Harris de Iron Maiden, Nikki Sixx de Mötley Crüe, John Myung de Dream Theater, Les Claypool de Primus y Cliff Burton de Metallica.
Además de su trabajo como compositor, arreglista e intérprete de Rush, Lee también ha producido álbumes para otras bandas, como Rocket Science. También tiene una producción como solista, My Favorite Headache, lanzado en 2000. Junto con sus compañeros de banda, Alex Lifeson y Neil Peart, fue honrado con la Orden de Canadá el 9 de mayo de 1996, siendo la primera banda de rock en recibir dicho reconocimiento, como grupo.

## Biografía
Geddy Lee nació en Willowdale en la ciudad de Toronto, en Ontario (Canadá), y sus padres eran refugiados judíos de Polonia, sobrevivientes de los campos de concentración establecidos por el régimen Nazi en Dachau y Bergen-Belsen durante la Segunda Guerra Mundial. Su nombre artístico (Geddy) proviene de la pronunciación que hacía su madre -con un marcado acento centroeuropeo- de su nombre de pila, Gary. En la escuela primaria, asistió a clases junto con el hoy famoso comediante Rick Moranis. Lee se casó con Nancy Young en 1976 y tiene dos hijos: Julian y Kyla.

## Trabajos notables
La mayor parte del trabajo musical de Lee ha sido como parte de su banda, Rush (ver Rush). Sin embargo, tiene un álbum como solista, My Favorite Headache, lanzado en el año 2000, mientras Rush se encontraba en una pausa artística. En ese álbum, Lee cuenta con la colaboración del Violinista canadiense Ben Mink (quien ya había colaborado con Rush en el álbum "Signals") y con la del baterista estadounidense Matt Cameron (de Soundgarden y Pearl Jam). 
En los primeros álbumes con Rush, Lee emplea un registro de voz inusualmente agudo para un varón adulto, entrando en la categoría de contratenor. Gradualmente, en la medida en que sus cuerdas vocales van acusando cansancio debido a la cantidad de recitales con la banda, su registro se va desplazando hacia la tesitura de tenor, que es la que se le escucha en las grabaciones más recientes.
En el año 2000 publicó su primer álbum como solista llamado "My Favorite Headache"; producido por Geddy Lee, Ben Mink y David Leonard, bajo el sello Atlantic Recording Corporation, con 11 track escritos por Geddy Lee y con música de Lee y Ben Mink.
Adicionalmente, ha participado como músico invitado en:
- 1982: Vocalista invitado en la canción Take Off en el álbum "Great White North" realizado por los personajes de comedia Bob McKenzie (Rick Moranis) y Doug McKenzie (Dave Thomas).
- 1985: Vocalista invitado en la canción Tears Are Not Enough, del álbum "We Are The World" realizado por el consorcio humanitario "Usa for Africa".
- 1993: Vocalista invitado en el número de apertura del Juego de Estrellas de las Grandes Ligas de Béisbol, interpretando el Himno Nacional de Canadá ("O Canada").
- 1999: junto con Alex Lifeson, en la grabación de una versión Hard rock de "O Canada" para la banda sonora de la película South Park: Más grande, más largo y sin cortes.
- 2006: junto con Alex Lifeson, formó la superbanda "The Big Dirty Band" y grabó canciones para la banda sonora de la película Trailer Park Boys: The Big Dirty Band.

## Equipo utilizado

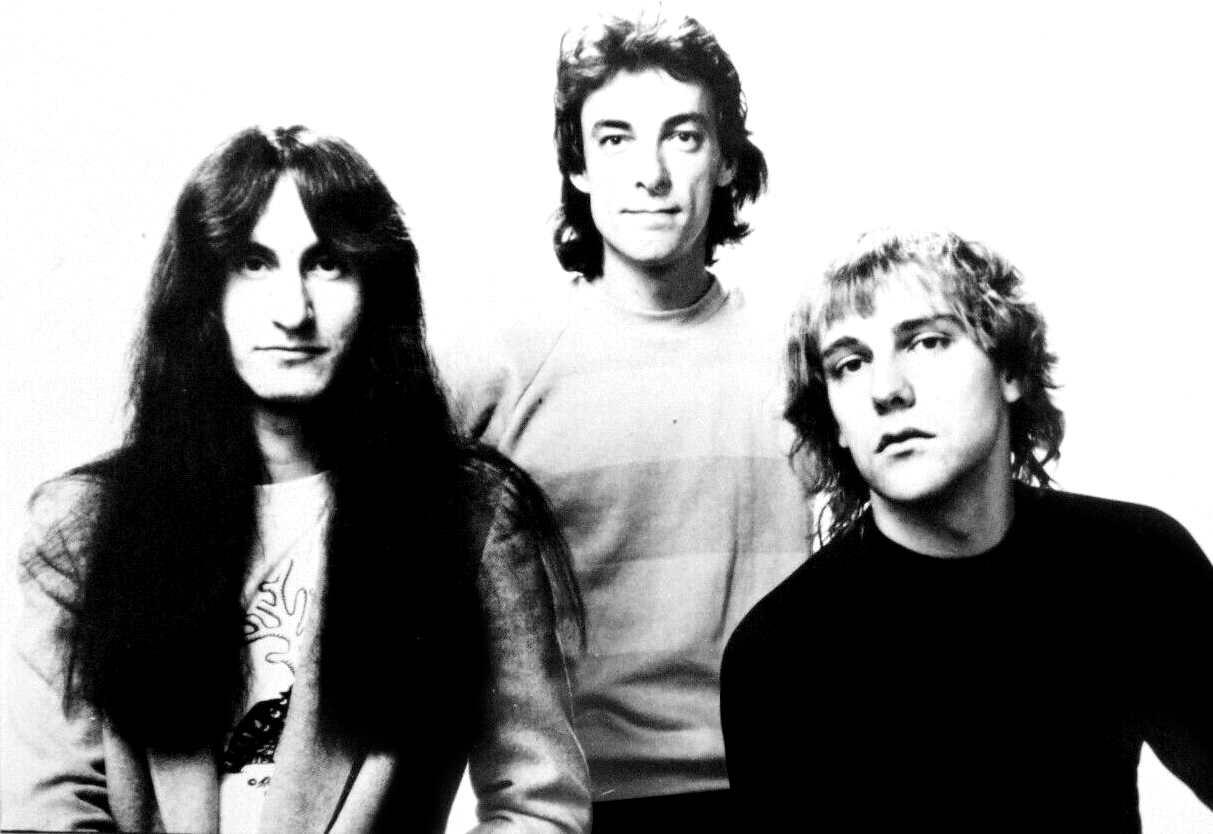
Gary lee weinrib, junto con su ex banda "rush"

Lee ha utilizado un muy diverso equipamiento musical a lo largo de su carrera:

### Bajos
Para las primeras presentaciones a principios de los años 70 y para la grabación del primer álbum de Rush (titulado también "Rush"), Lee utilizó un bajo Fender Precision. A partir de "Fly by Night", se decantó por la marca Rickenbacker, particularmente el modelo 4001 y posteriormente, durante "Permanent Waves", "Moving Pictures" y "Signals", utilizó un bajo Fender Jazz Bass. Desde 1981, Lee introdujo el bajo Steinberger, sin cabeza y más compacto, cuyo sonido acompañó las canciones de la gira del álbum "Signals" y la grabación y gira de "Grace Under Pressure". Desde 1985 hasta 1992, utilizó dos bajos marca Wal, de fabricación británica. Volvió nuevamente al Fender Jazz Bass para la grabación de "Counterparts" en 1993 y desde entonces lo utiliza casi exclusivamente. De hecho, en 1998, la empresa Fender lanzó una edición especial: el bajo Geddy Lee Jazz Bass, que no es otra cosa que una réplica exacta del modelo Jazz Bass que Lee compró a mediados de la década de los 70 en una casa de empeños en Kalamazoo, Míchigan. 
Como notables excepciones, Lee utilizó una réplica fretless (sin trastes) del bajo Fender Jaco Pastorius Jazz Bass para la grabación de la canción Malignant Narcissism, del álbum "Snakes & Arrows" de 2007 y desempolvó el Rickenbacker 4001 para interpretar A Passage to Bangkok durante la gira de promoción del mismo álbum. Actualmente, Lee utiliza cuerdas entorchadas Rotosound "Swing Bass".

### Amplificación
Sus primeros amplificadores eran modelo Sunn y/o Ampeg, directamente para tocar en concierto. A finales de los años 70, comenzó a utilizar una configuración única, consistente en preamplificadores Ashly y amplificadores BGW, que eran conectados en estéreo con el Rickenbacker 4001: el micrófono del mástil se enviaba a un amplificador con sonido limpio y pesadamente grave, mientras que el micrófono del puente estaba conectado al otro amplificador con una ecualización exageradamente hacia los agudos y con una ganancia extra en la preamplificación. Esta es la razón del sonido único producido por Lee en todas las canciones entre 1977 y 1982. Aún habiendo cambiado el modelo de bajo, mantuvo este esquema de amplificación hasta 1991. Para la gira promocional de "Roll the Bones", Lee migra a amplificadores Gallien-Krueger y, posteriormente, a Trace Elliot.
A partir de 2002, adquiere la costumbre de conectar su instrumento directamente a la consola principal, utilizando monitores tipo audífono. Como consecuencia, gran parte de la tarima queda vacía en escena, lo cual inspiró a Lee a incorporar elementos visuales a la experiencia del concierto: durante la gira de "Vapor Trails", la banda incorporó tres secadoras de ropa, en el lugar que anteriormente ocupaban los amplificadores del bajo.

### Sintetizadores
A través de los años, Lee ha utilizado sintetizadores como los Oberheim (de ocho voces, el OB-1, el OB-X y el OB-Xa), PPG (2.2 y 2.3), Roland (Jupiter 8, D-50 y XV-5080), Moog (Minimoog, pedales Taurus y el Moog Little Phatty) y el Yamaha DX7. Lo notable es que utilizaba secuenciadores que estaban aún en su etapa de desarrollo tecnológico, práctica que continuó con los años, además de utilizar samplers digitales. Combinados, estos dispositivos electrónicos nos han brindado sonidos únicos, como el rugido que se escucha en Tom Sawyer o la melodía sincopada en el coro de The Spirit of Radio. 
A partir de Counterparts" (1993), Rush comenzó a reducir la cantidad de sonido electrónico sintetizado en sus composiciones, hasta llegar a "Vapor Trails" (2002), un álbum completamente sin teclados, con un sonido extraordinariamente rico, lo cual no deja de ser notable teniendo en cuenta que los únicos sonidos son la voz, guitarra, bajo y batería.

### Equipo para conciertos
Los avances de la tecnología en sonido sintetizado le han permitido a Lee almacenar todos los sonidos familiares que guardaba en sus antiguos sintetizadores en combinación con samplers, siendo el ejemplo perfecto el equipo que utiliza actualmente, el Roland XV-5080. La extraordinaria capacidad de este sintetizador le ha permitido a la banda reproducir virtualmente todos los sonidos que ha utilizado en todas sus grabaciones, así como también secuencias complejas que anteriormente requerían de varias máquinas para producirse. 
Como ya es costumbre, al tocar en concierto, Lee y sus compañeros tratan de recrear sus canciones lo más fielmente posible a la versión original y los samplers digitales les permiten recrear en tiempo real los sonidos de instrumentos extraños, acompañamientos, armonías vocales y en general, todos los sonidos que son familiares para las personas que hayan escuchado algún álbum de Rush. Para activar estos sonidos en tiempo real, Lee emplea controladores MIDI colocados en los sitios de la tarima donde están ubicados los micrófonos que utiliza para cantar. Estos controladores son de dos tipos: uno está incorporado dentro de un teclado tradicional colocado en un atril (Yamaha KX76), mientras que el otro es una especie de teclado de pedales grandes situado en el piso (Korg MPK-130 y Roland PK-5). 
Combinados, ambos permiten a Lee utilizar sus manos (siempre que las tenga libres) y sus pies para activar los sonidos en un equipo especial colocado fuera del escenario. De esta manera, el sonido de la banda en concierto tiene la complejidad y fidelidad que los fanáticos esperan escuchar, sin la necesidad de utilizar pistas o agregar un músico adicional.

## Galardones
- Salón de la Fama del Bajo, por la revista Guitar Player.
- 6 veces ganador del premio "Mejor Bajista Rock" nombrado por la revista Guitar Player.
- "Mejor Bajista de Rock" (1993) en una encuesta entre los lectores de la revista Bass Player.
- Junto con Rush, exaltado al Salón de la Fama Juno (1994).
- Nombrado oficial de la Orden de Canadá, junto con sus compañeros de banda Alex Lifeson y Neil Peart (1996).
- Ingreso en el Rock & Roll Hall Of Fame en el año 2013, como miembro de Rush.[1]